# Disillusion
Disillusion é uma banda de metal progressivo/metal extremo da Alemanha, com elementos melódicos, death, black, thrash, e recentemente, industrial.

## Biografia
Formada em 1994, Disillusion conta com os membros Rajk Barthel (guitarrista), Jens Maluschka (baterista) e Vurtox (vocalista, guitarrista, baixista e tecladista), o principal autor das letras. "Back To Times Of Splendor" (2004) é o primeiro álbum da banda e traz letras egípcias e épicas, com influências como Opeth, Soilwork, Dark Tranquility e Katatonia. O álbum levou dez anos a fazer e seis meses para gravar. No seu segundo álbum "Gloria" (2006) a banda optou por um estilo mais industrial. Continuando com influências do progressivo, a banda usou mais o eletrônico do que em qualquer outro trabalho anterior.
A 18 de Janeiro de 2007, Jens Maluschka abandonou a banda.

## Integrantes
- Sebastian Hupfer - guitarra
- Andy "Vurtox" Schmidt - vocal, guitarra, baixo e teclados
- Ben Haugg - baixo, guitarra e percussão
- Felix Tilemann - baixo
- Joshua Saldanha - bateria

## Discografia
- Red (Demo, 1997)
- Three Neuron Kings (EP, 2001)
- Back to Times of Splendor (2004)
- Gloria (2006)
- The Liberation (2019)